# Europacup II 1987/88
De 28ste editie van de Beker der Bekerwinnaars werd door het Belgische KV Mechelen gewonnen in de finale tegen het Nederlandse Ajax Amsterdam, de titelverdediger.

## Voorronde
| Team #1      | Tot.  | Team #2                | 1ste wed | 2de wed |
| ------------ | ----- | ---------------------- | -------- | ------- |
| AEL Limassol | 1 - 6 | TJ DAC Dunajská Streda | 0 - 1    | 1 - 5   |

## Eerste ronde
| Team #1                    | Tot.             | Team #2                | 1ste wed | 2de wed      |
| -------------------------- | ---------------- | ---------------------- | -------- | ------------ |
| KV Mechelen                | 3 - 0            | Dinamo Boekarest       | 1 - 0    | 2 - 0        |
| St. Mirren FC              | 1 - 0            | Tromsø IL              | 1 - 0    | 0 - 0        |
| Real Sociedad              | 2 - 0            | Śląsk Wrocław          | 0 - 0    | 2 - 0        |
| Dinamo Minsk               | 4 - 1            | Gençlerbirliği         | 2 - 0    | 2 - 1        |
| Vitosha Sofia              | 2 - 3            | OFI Kreta              | 1 - 0    | 1 - 3        |
| Merthyr Tydfil FC          | 2 - 3            | Atalanta Bergamo       | 2 - 1    | 0 - 2        |
| ÍA Akranes                 | 0 - 1            | Kalmar FF              | 0 - 0    | 0 - 1 (n.v.) |
| Sporting Clube de Portugal | 6 - 4            | FC Swarovski Tirol     | 4 - 0    | 2 - 4        |
| KS Vllaznia Shkodër        | 6 - 0            | Sliema Wanderers FC    | 2 - 0    | 4 - 0        |
| RoPS Rovaniemi             | 1 (u) - 1        | Glentoran FC           | 0 - 0    | 1 - 1        |
| 1. FC Lokomotive Leipzig   | 0 - 1            | Olympique de Marseille | 0 - 0    | 0 - 1        |
| Aalborg BK                 | 1 - 1 (2-4 n.p.) | Hajduk Split           | 1 - 0    | 0 - 1 (n.v.) |
| Újpest Dósza               | 2 - 3            | FC Den Haag            | 1 - 0    | 1 - 3        |
| TJ DAC Dunajská Streda     | 3 - 4            | BSC Young Boys         | 2 - 1    | 1 - 3        |
| Avenir Beggen              | 0 - 8            | Hamburger SV           | 0 - 5    | 0 - 3        |
| Ajax Amsterdam             | 6 - 0            | Dundalk FC             | 4 - 0    | 2 - 0        |

## Tweede ronde
| Team #1                | Tot.             | Team #2                    | 1ste wed | 2de wed |
| ---------------------- | ---------------- | -------------------------- | -------- | ------- |
| KV Mechelen            | 2 - 0            | St. Mirren FC              | 0 - 0    | 2 - 0   |
| Real Sociedad          | 1 - 1 (uitgoals) | Dinamo Minsk               | 1 - 1    | 0 - 0   |
| OFI Kreta              | 1 - 2            | Atalanta Bergamo           | 1 - 0    | 0 - 2   |
| Kalmar FF              | 1 - 5            | Sporting Clube de Portugal | 1 - 0    | 0 - 5   |
| KS Vllaznia Shkodër    | 0 - 2            | RoPS Rovaniemi             | 0 - 1    | 0 - 1   |
| Olympique de Marseille | 7 - 0            | Hajduk Split               | 4 - 0    | 3 - 0*  |
| FC Den Haag            | 2 - 2 (uitgoals) | BSC Young Boys             | 2 - 1    | 0 - 1   |
| Hamburger SV           | 0 - 3            | Ajax Amsterdam             | 0 - 1    | 0 - 2   |

.*Hajduk won met 2-0 maar Marseille kreeg een 3-0-overwinning wegens supportersgeweld van Split.

## Kwartfinale
| Team #1          | Tot.  | Team #2                    | 1ste wed | 2de wed |
| ---------------- | ----- | -------------------------- | -------- | ------- |
| KV Mechelen      | 2 - 1 | Dinamo Minsk               | 1 - 0    | 1 - 1   |
| Atalanta Bergamo | 3 - 1 | Sporting Clube de Portugal | 2 - 0    | 1 - 1   |
| RoPS Rovaniemi   | 0 - 4 | Olympique de Marseille     | 0 - 1    | 0 - 3   |
| BSC Young Boys   | 0 - 2 | Ajax Amsterdam             | 0 - 1    | 0 - 1   |

## Halve finale
| Team #1                | Tot.  | Team #2          | 1ste wed | 2de wed |
| ---------------------- | ----- | ---------------- | -------- | ------- |
| KV Mechelen            | 4 - 2 | Atalanta Bergamo | 2 - 1    | 2 - 1   |
| Olympique de Marseille | 2 - 4 | Ajax Amsterdam   | 0 - 3    | 2 - 1   |

## Finale
| Team #1     | Uitsl. | Team #2        |
| ----------- | ------ | -------------- |
| KV Mechelen | 1 - 0  | Ajax Amsterdam |